# Hosny Abd Rabo
Hosny Abd Rabo Abd El Motaleb Ibrahim (em árabe: حسني عبدربه عبد المطلب إبراهيم‎; Ismaília, 1 de novembro de 1984), mais conhecido como Hosny, é um ex-futebolista egípcio que atuava como meio-campista.

## Carreira
Hosny representou o elenco da Seleção Egípcia de Futebol no Campeonato Africano das Nações de 2010.

## Títulos
Seleção Egípcia
- Campeonato Africano das Nações: 2008 e 2010[1]